# Benzoate d'éthyle
Le benzoate d'éthyle est un ester formé à partir de l'acide benzoïque et de l'éthanol. C'est un liquide incolore presque insoluble dans l'eau, mais qui se dissout bien dans des solvants organiques.
Comme de nombreux esters volatils, il a un parfum agréable. C'est l'un des principaux esters responsable du parfum de la cerise, et est donc utilisé en parfumerie ou en agro-alimentaire.